# Wehrsportgruppe
Als Wehrsportgruppe (WSG) bezeichneten sich  rechtsextreme und rechtsterroristische Vereinigungen in der Bundesrepublik Deutschland und Österreich, die das staatliche Gewaltmonopol nicht anerkannten und unter dem Vorwand von „Wehrertüchtigung“ durch paramilitärische Übungen und Waffenlager einen bewaffneten Umsturz vorbereiteten. Sie entstanden seit 1970 im deutschsprachigen Neonazismus und wurden in einigen Bundesländern zunächst geduldet. Später wurden einige davon als terroristische Vereinigung verboten.

## Wehrsportgruppe Hengst
Die Wehrsportgruppe Hengst wurde 1968 von dem Rechtsextremisten Bernd Hengst gegründet und hatte 18 Mitglieder, darunter ein Mitarbeiter beim Bundesministerium der Verteidigung. Hengst war 1963 in der DDR wegen Terrortaten verurteilt, in die Bundesrepublik abgeschoben worden und dort in die 1964 gegründete Nationaldemokratische Partei Deutschlands (NPD) eingetreten. 1968 griff er ein Büro der DKP mit Gewehrschüssen an. 1971 wurde er bei einer Verkehrskontrolle festgenommen. In seinem Pkw fand die Polizei Maschinengewehre und Sprengstoff, in seinem Haus ausgefeilte Pläne seiner Gruppe für Banküberfälle und Anschläge auf SPD-Politiker, die Deutsche Bundesbahn und Munitionsdepots der Bundeswehr. Die Wehrsportgruppe Hengst gilt als erste rechtsterroristische Organisation in der Bundesrepublik.

## Wehrsportgruppe Hoffmann
Die Wehrsportgruppe Hoffmann (WSG Hoffmann) wurde 1973 von Karl-Heinz Hoffmann gegründet, anfangs als Nachwuchsorganisation des Vereins Der Stahlhelm – Kampfbund für Europa nach dem Vorbild der antidemokratischen Freikorps der Weimarer Republik. Sie entwickelte sich mit etwa 440 Mitgliedern zur größten und bekanntesten, bundesweit organisierten Wehrsportgruppe im deutschsprachigen Raum. Sie wurde im Januar 1980 als verfassungsfeindliche Organisation verboten und dann von Hoffmann als „WSG Ausland“ in den Libanon verlegt. Deren 15 Mitglieder wurden von der Fatah paramilitärisch in Guerilla-Kriegsführung ausgebildet. Sie planten Terroranschläge auf Grenzkontrollpunkte Israels, US-Erdölraffinerien und deutsche Justizbeamte. Aus der WSG kamen der Terrorist Gundolf Köhler, der am 26. September 1980 das Oktoberfestattentat verübte, und Uwe Behrendt, der am 19. Dezember 1980 den Doppelmord von Erlangen an dem Rabbiner Shlomo Lewin und seiner Lebensgefährtin Frida Poeschke verübte.

## Kampfgruppe Priem
Die Kampfgruppe Priem war eine neonazistische Wehrsportgruppe rund um den Neonazi-Kader Arnulf Priem, die in den 1970er Jahren in West-Berlin agierte und bis 1984 bestand.

## Wehrsportgruppe Rohwer
Die Wehrsportgruppe Rohwer entstand aus der Aktionsfront Nationaler Sozialisten (ANS), die der einflussreiche Neonazi Michael Kühnen 1977 gegründet hatte. Sie verübte sieben Überfälle auf NATO-Streitkräfte und überfiel eine Bank und einen Geschäftsmann. Im Bückeburger Prozess wurden die Angeklagten, Manfred Börm, Lothar Schulte, Lutz Wegener, Uwe Rohwer und Klaus-Dieter Puls 1979 zu mehrjährigen Haftstrafen verurteilt.

## Wehrsportgruppe Ruhrgebiet
Der Rechtsextremist Udo Albrecht gründete 1979 nach dem Vorbild der PLO die „Wehrsportgruppe Ruhrgebiet“. Sie hatte drei bis sechs Mitglieder, legte Waffenlager an und bereitete Terroranschläge vor. Zu ihrem Umfeld gehörten auch Willi Pohl und Wolfgang Abramowski. Sie hatten auf Vermittlung Albrechts der palästinensischen Terrorgruppe Schwarzer September mit Waffen und Transportdiensten geholfen, das Münchner Olympia-Attentat von 1972 auszuführen. Albrecht stellte 1979 auch Hoffmanns Kontakt zur Fatah her und vermittelte den Verkauf gebrauchter Bundeswehr-Fahrzeuge an die PLO.

## Wehrsportgruppe Stahle und Albaxen
Die „Wehrsportgruppe Stahle und Albaxen“ bestand seit 1977 und verübte im Juli jenes Jahres einen Anschlag auf eine Gaststätte in Holzminden. Sie nannte sich später „Nationalsozialistische Kampfgruppe Ostwestfalen“. Ihre Mitglieder waren in der Region bekannt. Sie bauten einen Schießstand, wo sie jahrelang Schießen trainierten, legten ein großes Waffenlager mit Sprengstoff, Maschinenpistolen,  Wehrmachtskampfanzügen und NS-Propaganda an und kündigten in Flugblättern einen „Tag der Rache“ an. Im Januar 1979 entdeckte die Polizei bei einer Razzia zufällig das Waffenlager und löste die Gruppe auf.

## Wehrsportgruppe Trenck
Die Wehrsportgruppe Trenck war in den 1970er Jahren in Österreich aktiv. Großen Einfluss hatte der Neonazi Gottfried Küssel. Bekannt in breiterer Öffentlichkeit wurde eine dieser Wehrsportgruppen durch ein Video, das zeigte, wie Uniformierte im Töten eines Menschen mit bloßen Händen unterrichtet wurden. Im Januar 1992 wurde die Wehrsportgruppe in damals Freiherr-von-der-Trenck-Heim genannten Räumlichkeiten der Arbeitsgemeinschaft für demokratische Politik ausgehoben. Damals bestand sie aus 20 bewaffneten Mitgliedern.

## Weitere
Die WSG Hoffmann wurde zum Vorbild für weitere Wehrsportgruppen. So gründete Odfried Hepp 1977 die „Wehrsportgruppe Schlageter“. Michael Kühnen gründete 1979 nach dem Bückeburger Prozess die „Wehrsportgruppe Werwolf“. 1983 entstand im Raum Weser-Ems die 15-köpfige „Wehrsportgruppe Totila“ und die „Wehrsportgruppe Mündener Stahlhelm“, die 1989 ausgehoben wurde.